# Cecilia Metela (hija de Metelo Dalmático)
Cecilia Metela  (en latín, Caecilia Metella; m. c. 80 a. C.) fue una dama romana hija del político Lucio Cecilio Metelo Dalmático.

## Vida
Su primer matrimonio fue con Marco Emilio Escauro, un viejo político en la cumbre de su poder. El patricio Escauro era princeps senatus y un aliado tradicional de su familia. Tuvo dos niños con Escauro: Marco Emilio Escauro y Emilia, la segunda esposa de Cneo Pompeyo Magno.
Después de la muerte de Escauro, Cecilia se casó con Lucio Cornelio Sila. En 86 a. C., Cayo Mario obtuvo su séptimo consulado y persiguió a sus enemigos políticos, ordenando la confiscación de propiedades y varias persecuciones. Sila, en este tiempo en el este, luchando con el rey Mitrídates VI, estaba al frente de la lista. Cecilia fue forzada a abandonar Roma y se reunió con Sila en Grecia. Allí, nacieron los gemelos Fausto Cornelio Sila y Fausta Cornelia, casada luego con el pretor Tito Anio Milón. En 81 a. C., después de una breve guerra civil con el último de los seguidores de Mario, Sila entró en Roma y fue nombrado dictador. De nuevo, Cecilia siguió a su marido.
Murió alrededor de 80 a. C., posiblemente debido a un cáncer. En sus últimos días, fue obligada a abandonar su casa debido a que los síntomas de su enfermedad la hicieron parecer impura a ojos de los pontífices y augures de Roma. Falleció en el templo de Juno Sospita, sin que Sila fuese a verla por miedo a ofender a los dioses, aunque estuvo velada por su hijastra Cornelia y por su primo, el pontífice máximo Quinto Cecilio Metelo Pío.[cita requerida] Ignorando las leyes antilujo que había redactado él mismo, Sila organizó un espectacular funeral estatal en su honor.